# Sabot (arma)

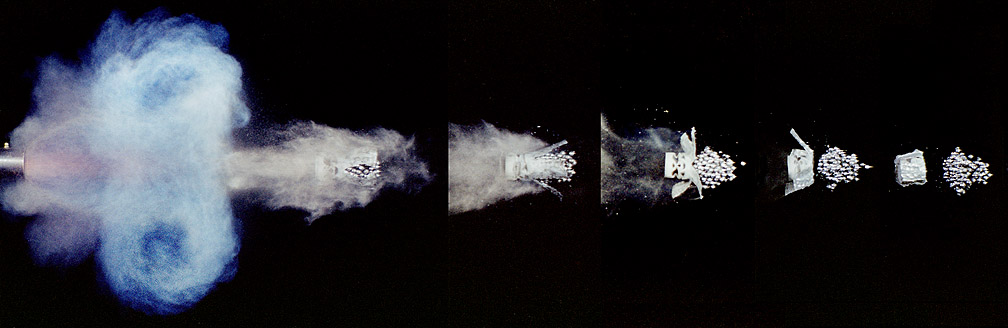
Una sèrie de quadres amb mostreig d'una milionèsima de segon que mostra el llançament d'una pastilla i separació de la munició del sabot.

Sabot és el nom d'una beina d'un sol ús que permet disparar un projectil subcalibrat ajustant-lo al diàmetre intern del canó. És usat en multitud d'armes, des de munició per a fusells i metralladores fins a artilleria naval. Genèricament es denomina sabot als projectils que es disparen usant aquest tipus de beines d'un sol ús.

## Parts
Es compon de dues o més parts que encaixen entre si formant una beina del calibre necessari per a l'arma. Tenen dues volanderes de coure o bor en la seva part més externa davant i darrere, que són els punts on van a fregar amb l'ànima del canó i ajustar completament el projectil al tub per evitar pèrdues de pressió. Al seu interior hi ha el forat pel projectil.

## Funcionament
En disparar, el sabot surt per la boca del canó i se separa gràcies a la seva pròpia resistència aerodinàmica, permetent al projectil subcalibrat viatjar per si sol cap al blanc.